# Sony Pictures
 (транскр.  Сони пикчерс ентертејмент), такође познат и као Sony Pictures и скраћено као SPE, америчка је индустрија забаве која продуцира, купује и дистрибуира филмски садржај (биоскопске филмове, телевизијски програм и снимљене видее) кроз више платформи. Ради као подружница компаније Сони Интертејмент Инк., која је власник за музички и филмски програм за Сони корпорацију. Главна канцеларија налази се у Калвер Ситију (Калифорнија), обухвата Сонијеве филмове, телевизијску продукцију и дистрибуцију. Његова продаја у фискалној групи за 2015. годину, најављено је да би била 8,3 милијарди америчких долара.